# 礼炮七号 (电影)
《太空救援》是一部2017年上映的俄罗斯电影。由克里姆·斯彭科执导，是一部取材真实事件（礼炮七号1985年2月失联事故）的剧情片。電影獲得俄羅斯金像獎的「最佳電影」及「最佳剪接」獎項。

## 剧情
苏联资深宇航员贾尼别科夫在上一次空间站出艙任务中出现迟疑，在回到地面接受审查时称见到了天使的极光，被管理部门处以停飞处分。
1985年6月，苏联的“禮炮七號”空间站突然和地面控制中心失去了联系，有可能坠落。恰逢美国的挑战者号航天飞机即将发射（历史上执行太空实验室2号任务的挑战者号于1985年7月29日发射升空）。为了防止礼炮七号落入美国手中，重新起用被停飞的宇航员贾尼别科夫，和臨危受命的随航工程师：维克托·萨维内赫，搭乘联盟T-13号飞船前去维修礼炮七号。1985年6月6日联盟T-13号宇宙飞船发射升空。贾尼别科夫手动控制飞船以1.5米/秒的速度靠近空间站完成了手动对接，这是人类首次对接“非合作”航天器。在成功对接后，两人进入空间站，修复了由于空间站水资源管理系统泄漏导致舱内结冰冻结的问题，期间由于有水滴飘进联盟号飞船，导致电器短路着火，造成维克多烧伤，联盟号飞船内部烧毁而失去控制能力，空间站资源不足，地面控制中心甚至计划让空间站再入销毁。贾尼别科夫决定和维克多出舱，一起修复了控制太阳能发电板的光线追踪装置，使太阳能发电板恢复工作，为空间站恢复供电。两人之后看到来到的美国航天飞机，双方向彼此互相致意，同时两人也见到了类似天使的极光现象。
在电影结尾字幕中，插入了真实案例的录像片段。